# تين الدببة
تين الدببة (الاسم العلمي:Ficus ursina) هو نوع من النباتات يتبع جنس التين من الفصيلة التوتية.